# Alphonse Grisel
Alphonse Grisel fue un atleta y gimnasta francés. Compitió en los Juegos Olímpicos de Atenas 1896.
Grisel se colocó en la cuarta posición en la serie clasificatoria de los 100 metros llanos, y no avanzó a la final.
También compitió en los 400 metros. No existen registros de si él o Kurt Dörry finalizaron terceros en la serie clasificatoria de cuatro corredores, pero solo los dos mejores tiempos de dicha serie avanzaron a la final.
Grisel fue uno de los nueve atletas que compitieron en la prueba de salto largo. La única información conocida es que no fue una de las cuatro mejores marcas de ese evento. Asimismo, tampoco fue uno de los cuatro mejores lanzadores de disco, de dicha competencia.
En las pruebas gimnásticas, Grisel compitió en las barras paralelas. No fue uno de los ganadores, ni tampoco se conoce la posición exacta con la que finalizó la competición.
- Datos: Q743372